# فرناندو أرسيجا
فرناندو أرسيجا (بالإسبانية: Fernando Arcega Aperte)‏ هو لاعب كرة سلة إسباني سابق.

## الميداليات
| الميدالية | المسابقة                         |
| --------- | -------------------------------- |
| فضية      | الألعاب الأولمبية الصيفية 1984   |
| فضية      | بطولة أمم أوروبا لكرة السلة 1983 |
| برونزية   | بطولة أمم أوروبا لكرة السلة 1991 |

## روابط خارجية
- فرناندو أرسيجا على موقع الاتحاد الدولي لكرة السلة (الإنجليزية)
- فرناندو أرسيجا على موقع الدوري الإسباني لكرة السلة (الإسبانية)
- فرناندو أرسيجا على موقع ريلجم (الإنجليزية)
- فرناندو أرسيجا على موقع بروبوليرز (الإنجليزية)
- فرناندو أرسيجا على موقع سبورتس رفرنس (الإنجليزية)
- فرناندو أرسيجا على موقع أوليمبيديا (الإنجليزية)